# Inuit
Els inuits (inuk en singular), tal com s'autodenominen, dits també èsquims (o èsquimos), terme potser provinent de l'algonquí o del micmac, i impròpiament "esquimals" (de resultes d'una interferència absurda), són un grup humà de l'Àrtida que habita les tundres del nord del Canadà, Alaska i Groenlàndia. De fet, de les dues branques dels pobles esquimals, en són la majoritària.
Tenen una vida nòmada, seguint les migracions dels animals que cacen, entre els quals es troben els caribús, ossos, balenes i foques. D'aquests i d'altres animals, n'aprofiten totes les parts possibles per a menjar, abrigar-se, construir habitatges, eines per a caçar... Actualment, però, a causa del fort procés d'aculturació, s'està produint un deteriorament de les seves formes de vida originàries.
Els èsquimos s'organitzen en grups familiars i cada membre té assignada una tasca específica, amb una forta divisió per gènere. Les unions i divorcis són aprovats pels ancians de la comunitat, si bé hi ha una estructura bàsica que permet la poligàmia.
Es creu que els inuits van emigrar per l'estret de Bering des de Sibèria fins a la Nord-amèrica àrtica, molt després que la major part dels indígenes americans.
Políticament, depenen de diferents governs que els han assimilat com a minories ètniques:
- Als Estats Units d'Amèrica, dins l'estat d'Alaska, on són una de les minories ètniques nadiues.
- Al Canadà tenen la província pròpia de Nunavut, però també han reclamat nous territoris propis a Terranova i Labrador (Nunatsiavut), territoris del Nord-oest (Inuvialuit) i al Quebec (Nunavik).
- Al Regne de Dinamarca són majoria a la regió autònoma de Groenlàndia.

La vida en aquest indret del planeta és difícil, però malgrat el rigor del clima, la perillositat i la duresa de les condicions de vida d'aquesta regió, els inuits han desenvolupat sistemes de supervivència des de fa segles.

## Origen del termeeskimo

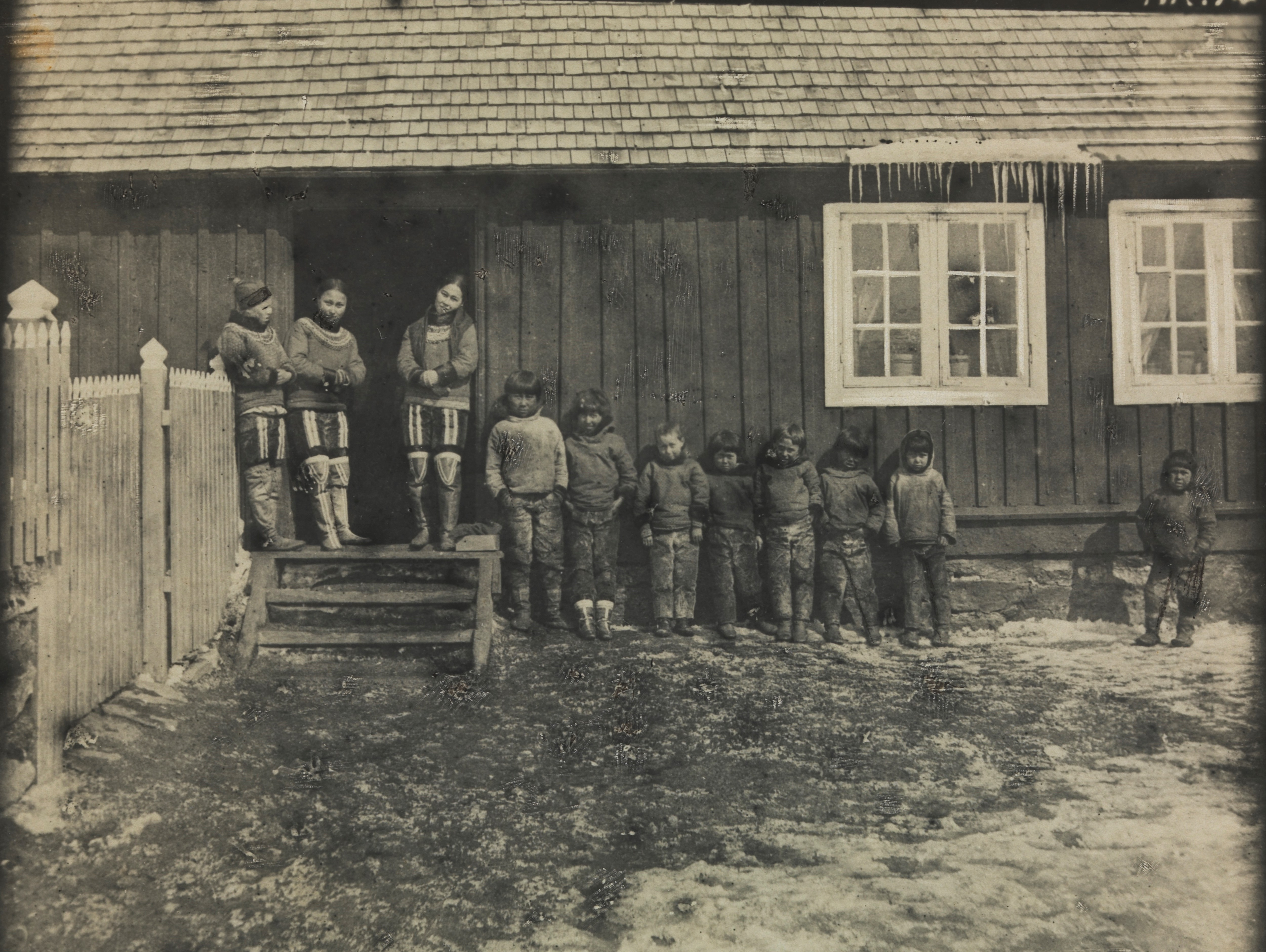
Inuits a Groenlàndia. Foto Fridtjof Nansen

El terme èsquim (o èsquimo) ve del mot eskimo, passat pel francès més comú, esquimau (femení esquimau, de cops esquimaude, plural esquimaux). És atestat per primera vegada el 1691 en la Nouvelle relation de la Gaspésie, de Chrétien Le Clercq (sota l'ortografia eskimau, plural eskimaux), en què designa els «habitants de les regions àrtiques d'Amèrica». La denominació podria venir d'un terme algonquí del s. XVII que significa 'menjador de carn crua', però aquesta hipòtesi és refusada per certs lingüistes, que fan valer que els primers exploradors europeus n'obtingueren el terme a partir d'un mot micmac que tindria relació amb les raquetes de neu, mentre que uns altres han proposat que significava 'els locutors d'una llengua estrangera'. El terme, el popularitzaren els exploradors polars del s. XIX, notablement en les revistes de viatges tal com Le Tour du monde. Segons Barnum, el nom vindria del missioner jesuïta francès Charlevoix establit al Canadà al segle xvii. Els esquimòlegs han adoptat el terme «eskimo», invariable en ortografia danesa, per a designar tradicionalment el grup lingüístic.
El terme *esquimal és impropi, car té origen de resultes d'una interferència del francès: la 'falsa' forma plural esquimaux (amb la -x final en comptes de -s, alineada sobre els mots patrimonials que majoritàriament fan els plurals en -x) va induir a imaginar un paral·lel entre francès i català amb aquest mot, com existeix entre els mots francesos en -al>-aux i els equivalents catalans en -al>-als.

## Llengües

Mapa de les llengües dels inuits

Les llengües dels pobles inuits constitueixen una subfamília de les llengües esquimoaleutianes. A Alaska, hi ha una important divisió lingüística segons si els individus s'anomenen a si mateixos inuits o yupik.
La branca oriental de la subfamília s'estén des de l'est d'Alaska a través del Canadà i des del nord fins al sud de Groenlàndia.
- Inuktitut, èsquim com a llengua mare.
  - Inupiaq, grup de dialectes del nord d'Alaska.
  - Kalaallisut, grenlandès.

## Mots d'origen inuk en català
- anorac, per via del francès, peça impermeable que tant resguarda del vent com del fred. Anor, en èsquim vol dir 'vent'.
- parca, per via de l'anglès, peça d'abrigar superior externa, llarga fins als genolls, de material impermeable.